# Grotta delle Felci
La Grotta delle Felci (grotte des fougères) est une grotte ornée qui se trouve sur le territoire de la commune de Capri en Province de Naples.